# Richard Križan
Richard Križan (* 23. září 1997, Plášťovce) je slovenský fotbalový obránce a bývalý mládežnický reprezentant, od května 2025 bez angažmá. Mimo Slovensko působil na klubové úrovni v Maďarsku. Nastupuje na postu středního obránce.

## Klubová kariéra
Svoji fotbalovou kariéru začal v Družstevníku Plášťovce, jehož je odchovanec. V mládeži zamířil na hostování nejprve do Slovanu Levice a následně do mužstva ČFK Nitra. V roce 2015 přestoupil do žákovských výběrů klubu FC Nitra.

### FC Nitra
V průběhu ročníku 2015/16 se propracoval do prvního týmu. Ligový debut v dresu Nitry si odbyl 21. května 2016 v souboji s Tatranem Prešov (remíza 1:1), na hrací plochu přišel v 90. minutě. S mužstvem bojoval na jaře 2016 o postup do nejvyšší soutěže. Své první branky za "áčko" v lize vstřelil až v následují sezoně 2016/17, stalo se tak proti rezervě Spartaku Trnava (prohra 1:2) a klubu FC VSS Košice (výhra 3:0). Na jaře 2017 již s Nitrou do první ligy postoupil. Další branku vsítil v sedmém kole ročníku 2018/19, konkrétně v souboji s ViOnem Zlaté Moravce – Vráble (výhra 4:1), když ve 48. minutě dával na 2:1.

### Puskás Akadémia FC
V lednu 2019 odešel jako volný hráč (zadarmo) do Maďarska, kde se na dva a půl roku upsal týmu Puskás Akadémia FC. Svůj první a zároveň jediný ligový zápas si zde připsal ve 23. kole hraném 2. 3. 2019 proti mužstvu Debreceni VSC (výhra 2:0), na trávník přišel v 90. minutě. Po půl roce v celku předčasně skončil.

### AS Trenčín
V průběhu sezony 2019/20 se vrátil do vlasti a stal se hráčem klubu AS Trenčín, s jehož vedením uzavřel víceletou smlouvu. Poprvé v dresu AS nastoupil ve 13. kole v souboji s týmem MFK Ružomberok (remíza 2:2), odehrál celé střetnutí. Během tohoto působení dal dva góly, konkrétně do sítí mužstev ŠKF Sereď (výhra 1:0) a ViOn Zlaté Moravce – Vráble (výhra 4:0).

### ŠK Slovan Bratislava

#### Sezóna 2021/22
V červenci 2021 podepsal tříletý kontrakt se Slovanem Bratislava a dostal dres s číslem pět. Se Slovanem krátce po svém příchodu postoupili přes gibraltarský klub Lincoln Red Imps FC po výhře 3:1 venku a remíze 1:1 doma do čtvrtého předkola - play-off Evropské ligy UEFA 2021/22, v něm však se svými spoluhráči nepřešli přes Olympiakos Pireus z Řecka (prohra 0:3 venku a remíza 2:2 doma) do skupinové fáze této soutěže. Se spoluhráči však byli zařazeni do základní skupiny F Evropské konferenční ligy UEFA 2021/22, kde v konfrontaci se soupeři: FC Kodaň (Dánsko) - (prohry doma 1:3 a venku 0:2), PAOK Soluň (Řecko) - (remízy venku 1:1 a doma 0:0) a stejně jako v kvalifikaci s Lincolnem Red Imps - (výhry doma 2:0 a venku 4:1) skončili na třetím místě tabulky, což na postup do jarní vyřazovací fáze nestačilo. Križan odehrál v této sezóně pohárové Evropy pouze odvety s Olympiakosem a v kvalifikaci s Lincolnem. Debut v lize absolvoval shodou okolností proti Trenčínu 31. 7. 2021, při domácí výhře 2:0 odehrál celých devadesát minut. Pár měsíců po svém příchodu se v zápase druholigové rezervy zranil a týmu nebyl k dispozici téměř do konce ročníku. V sezoně 2021/22 i tak částečně pomohl svému zaměstnavateli již ke čtvrtému titulu v řadě, což Slovan dokázal jako první v historii slovenského fotbalu.

#### Sezóna 2022/23
Se Slovanem Bratislava se probojoval do skupinové fáze Evropské konferenční ligy UEFA 2022/2023, v předkolech Evropských pohárů však nastoupil jen k jednomu střetnutí. Se spoluhráči byli zařazeni do základní skupiny H, v ní však nehrál a Slovan v konfrontaci se soupeři: FC Basilej (Švýcarsko) - (výhra 2:0 venku a remíza 3:3 doma), FK Žalgiris (Litva) - (remíza 0:0 doma a výhra 2:1 venku) a FC Pjunik Jerevan (Arménie) - (prohra 0:2 venku a výhra 2:1 doma) postoupil se ziskem 11 bodů jako vítěz skupiny poprvé v novodobé historii Slovanu Bratislava do jarní vyřazovací fáze některé evropské pohárové soutěže. V ní také nenastoupil, jeho spoluhráči vypadli v osmifinále po penaltovém rozstřelu s Basilejí. V průběhu podzimní části ročníku byl kvůli neuspokojivým výkonům původně do konce podzimu stejně jako jeho tehdejší spoluhráči Uche Agbo a Ivan Šaponjić přeřazen do juniorky tedy rezervy tehdy hrající druhou slovenskou ligu. Na konci sezony získal se Slovanem Bratislava titul, který byl pro mužstvo již historicky pátý v řadě.

#### Sezóna 2023/24
V jarní části ročníku 2023/2024 pomohl Slovanu Bratislava k šestému ligovému titulu v řadě a celkově jubilejnímu 30. v historii klubu. Kvůli vážnému zranění kolena však velkou část sezony nehrál. V květnu 2024 ve Slovanu po vypršení smlouvy skončil.

### SK Dynamo České Budějovice
V průběhu ročníku 2024/25 odešel jako volný hráč (zadarmo) do Česka, kde uzavřel smlouvu na rok s následnou opcí na 24 měsíců. Dostal dres s číslem pět. S klubem se v květnu 2025 rozhodl na rozvázání smlouvy.

## Klubové statistiky
Aktuální k 15. srpnu 2024
| Sezona    | Klub                       | Soutěž        | Zápasy | Góly |
| --------- | -------------------------- | ------------- | ------ | ---- |
| 2015/2016 | FC Nitra                   | DOXXbet liga  | 2      | 0    |
| 2016/2017 | FC Nitra                   | DOXXbet liga  | 20     | 2    |
| 2017/2018 | FC Nitra                   | Fortuna liga  | 32     | 0    |
| 2018/2019 | FC Nitra                   | Fortuna liga  | 16     | 1    |
| 2018/2019 | Puskás Akadémia FC         | OTP Bank liga | 1      | 0    |
| 2019/2020 | AS Trenčín                 | Fortuna liga  | 13     | 0    |
| 2020/2021 | AS Trenčín                 | Fortuna liga  | 24     | 1    |
| 2021/2022 | AS Trenčín                 | Fortuna liga  | 1      | 1    |
| 2021/2022 | ŠK Slovan Bratislava       | Fortuna liga  | 6      | 0    |
| 2022/2023 | ŠK Slovan Bratislava       | Fortuna liga  | 13     | 0    |
| 2023/2024 | ŠK Slovan Bratislava       | Niké liga     | 6      | 0    |
| 2024/2025 | SK Dynamo České Budějovice | Chance Liga   | 11     | 0    |
| 2025/2026 |                            |               |        |      |